# Csunggang

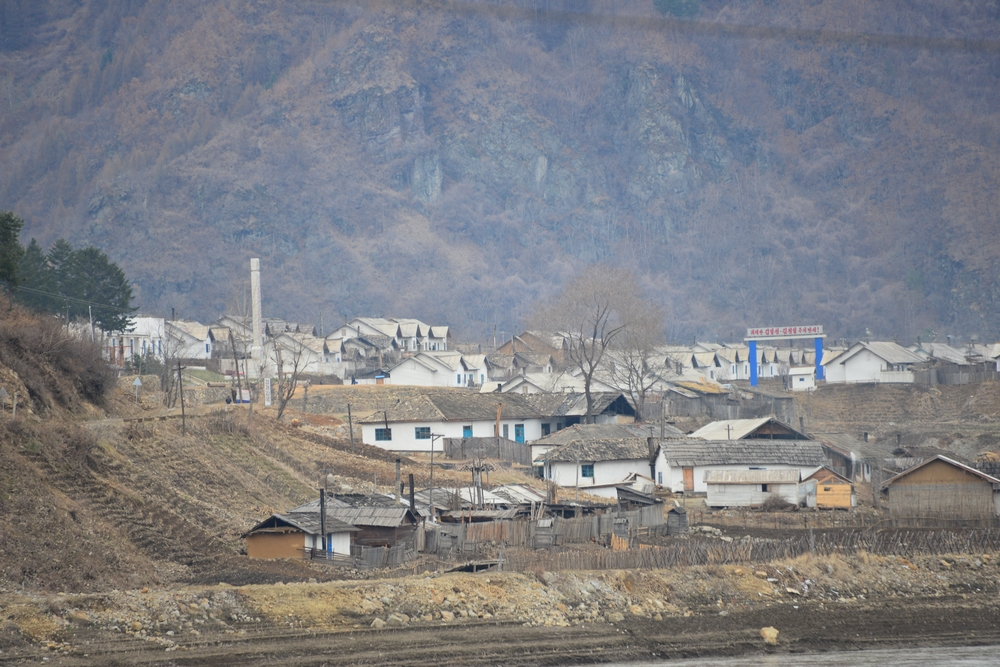
Konha-ri (Kŏnha-ri) látképe

Csunggang (hangul: 중강군, Csunggang-kun, handzsa: 中江郡, RR: Chunggang-kun, ’középső folyó’) megye Észak-Koreában, Csagang (Chagang) tartományban.

## Földrajza
Északról az Amnok és az Unbong-tó határolja, melyen túl már Kína van: a folyón átkelve Kína Csilin tartomány Tunghua (Tonghua) tartományi jogú városa található itt.
Délnyugatról Csaszong (Chasŏng), délkeletről Rjanggang (Ryanggang) tartomány Kim Hjongdzsik (Kim Hyŏng Jik) megyéje határolja.
Itt található az Oszudok (Osudŏk)-erdő. Legmagasabb pontja a 1365 méter magas Hjangnebong (향내봉; 香內峯, Hyangnaebong).

## Közigazgatása
1 községből (up (ŭp)) 8 faluból (ri (ri)) és 1 munkásnegyedből (rodongdzsagu (rodongjagu)) áll:
| - Csunggang-up (중강읍; 中江邑, Chunggang-ŭp) - Konha-ri (건하리; 乾下里, Kŏnha-ri) - Szangdzsang-ri (상장리; 上長里, Sangjang-ri) - Oszu-ri (오수리; 烏首里, Osu-ri) - Csangszong-ri (장성리; 長城里, Changsŏng-ri) | - Csanghung-ri (장흥리; 獐興里, Changhŭng-ri) - Csungdok-ri (중덕리; 中德里, Chungdŏk-ri) - Csungszang-ri (중상리; 中上里, Chungsang-ri) - Thoszong-ri (토성리; 土城里, T'osŏng-ri) - Hoha-rodongdzsagu (호하로동자구; 湖下勞動者區, Hoha-rodongjagu) |

## Gazdaság
Csunggang (Chunggang) megye gazdasága mezőgazdaságra és bányászatra épül.
Kukoricát, ázsiai rizst, burgonyát, búzát, árpát, és babot termesztenek.

## Oktatás
Csunggang (Chunggang) megye kb. 30 oktatási intézménynek, köztük általános iskoláknak és középiskoláknak ad otthont.

## Egészségügy
A megye kb. 20 egészségügyi intézménnyel rendelkezik, köztük saját kórházzal, és két szanatóriummal.

## Közlekedés
A megye vasúti kapcsolatokkal nem rendelkezik, kizárólag közutakon közelíthető meg.